# Christina Moses
Christina Moses (Los Angeles, 24 gennaio 1978) è un'attrice statunitense.
È nota per avere recitato col ruolo di Jana Mayfield nella serie TV Containment e nel ruolo di Keelin in The Originals. È anche tra i protagonisti di Un milione di piccole cose nel ruolo di Regina. È l'attrice protagonista del film del 2019 How Me Met, diretto da Oscar Rene Lozoya II.

## Biografia
Figlia di Betty Buckner e dello scrittore e regista Tom Moses, è cresciuta a Los Angeles per poi trasferirsi a New York dove ha studiato all'Eugene Lang College of Liberal Arts of The New School. Ha insegnato storia dei neri tramite l'arte. Nel 2007 ha recitato nel ruolo di Alana, la figlia di Hikaru Sulu in Star Trek:New Voyages e l'anno successivo ha partecipato al talent showcase di ABC all'Acom Theatre, uno dei cinque teatri Off-Broadway newyorchesi.
Si è fatta conoscere al grande pubblico grazie alla sua partecipazione nel cast principale di serie TV The Originals  (2017),  Condor (2018) ma soprattutto Un milione di Piccole cose dove interpreta Regina, afroamericana che gestisce un ristorante e deve affrontare una serie di problemi derivanti dalla Pandemia di COVID-19 ed è in primo piano nelle proteste derivanti dall'omicidio di George Floyd che i produttori hanno inserito nella serie.
Coinvolta in vari progetti filantropici, partecipa a Imperfectly Perfect Campaign, iniziativa sulla fragilità emotiva.

## Filmografia

### Cinema
- Machete Joe, regia di Sasha Krane (2010)
- Crows, regia di Roy Vongtama (2011)
- Head Case, regia di Mitch Yapko (2013)
- Odd Brodsky, regia di Cindy Baer (2014)
- Starship: Rising, regia di Neil Johnson (2014)
- Starship: Apocalypse, regia di Neil Johnson (2014)
- How We Met, regia di Oscar Rene Lozoya II (2016)
- Salt Water, regia di Stephen Coombs (2016)
- Tall Girl, regia di Nzingha Stewart (2019)

### Cortometraggi
- Hidden Talent, regia di Joel Ides (2013)
- Without You, regia di Adam Tyree (2014)
- Listen, regia di Jessica Graham (2019)
- Growth, regia di Allison Miller (2020)
- The Pink, regia di Ingrid Haas (2023)

### Televisione
- The Dollhouse Murders, regia di Dianne Haak-Edson – film TV (1992)
- Star Trek: New Voyages – serie TV, episodio 1x03 (2007)
- Nikita – serie TV, episodio 1x20 (2011)
- Welcome to Hollywood... Florida, regia di Jonathan Kehoe – film TV (2013)
- Twisted – serie TV, episodio 1x05 (2013)
- Rosewood – serie TV, episodio 1x19 (2016)
- Containment – serie TV, 13 episodi (2016)
- Roadies – serie TV, episodio 1x05 (2016)
- Mission Control, regia di Jeremy Podeswa – film TV (2017)
- The Originals – serie TV, 13 episodi (2017-2018)
- Condor – serie TV, 7 episodi (2018)
- Un milione di piccole cose (A Million Little Things) – serie TV, 87 episodi (2018-2023)
- Space Command – serie TV, episodio 1x25 (2020)

## Doppiatrici italiane
Nelle versioni in italiano delle opere in cui ha recitato, Christina Moses è stata doppiata da:
- Letizia Scifoni in Containment
- Rachele Paolelli in Un milione di piccole cose
- Giulia Santilli in Station 19